# Hajo Tuschy
Hajo Tuschy (* 1986 in Eckernförde) ist ein deutscher Schauspieler.

## Leben
Von 2006 bis 2010 besuchte er die Hochschule für Schauspielkunst Ernst Busch in Berlin. 2010 bis 2013 war er festes Ensemblemitglied am Luzerner Theater. Zwischen 2013 und 2019 war er Mitglied des Ensembles am Theater Bonn, wo er 2018 dem Theaterpreis Thespis erhielt. Zur Spielzeit 2019/20 wechselte Tuschy unter der Intendanz von Sonja Anders an das Schauspiel Hannover.
Gemeinsam mit dem Musiker und Dramaturgen Jacob Suske bildet er das Regieduo Tuschy//Suske. Hier ist er sowohl als Regisseur als auch als Schauspieler tätig.

## Filmografie
- 2010: Neu Vahr Süd (Regie: Hermine Huntgeburth)
- 2010: Polizeiruf 110: Aquarius (Regie: Edward Berger)
- 2010: Monika[5] (Regie: Christian Werner)
- 2014: Der Staat gegen Fritz Bauer (Regie: Lars Kraume)
- 2015: Aufbruch (Regie: Hermine Huntgeburth)
- 2016: Tatort – Sturm (Regie: Richard Huber)
- 2017: Mit im Bund (Regie: Lukas Nathrath)
- 2018: Phoenixsee (Regie: Bettina Woernle)
- 2018: Die Neue Zeit[6] (Regie: Lars Kraume)
- 2019: Das große Scheitern[7] (Regie: Max Walter)
- 2022: Nazijäger – Reise in die Finsternis (TV-Dokudrama)
- 2025: Breendonk (Regie: Kevin Janssens)

## Theater (Auswahl)

### Luzerner Theater 2010–2013
- Peer Gynt – Rolle: Peer – Regie: Thorleifur Örn Arnarsson
- Invasion – Regie: Krzysztof Minkowski
- Kasimir und Karoline – Rolle: Schürzinger – Regie: Alice Buddeberg
- Maria Stuart – Mortimer – Regie: Sabine auf der Heide

### Theater Bonn 2013 – 2018
- Metropolis – Rolle: Freder Fredersen – Regie: Jan-Christoph Gockel[8]
- Nibelungen – Rolle: Siegfried – Regie: Thorleifur Örn Arnarsson[9]
- Waffenschweine – Regie: Volker Lösch[10]
- Bilder von uns – Rolle: Malte – Regie: Alice Buddeberg
- Kabale und Liebe – Rolle: Wurm – Regie: Martin Nimz
- Traurigkeit und Melancholie – Regie: Mina Salehpour
- Königsdramen[11] – Rolle: Heinrich V. – Regie: Alice Buddeberg
- Herz der Finsternis – Regie: Jan-Christoph Gockel
- Woyzeck – Regie: Simon Solberg
- Romeo und Julia – Rolle: Mercutio – Regie: Laura Linnenbaum
- Das Schloss – Rolle: K – Regie: Mirja Biel

### Schauspiel Hannover seit 2019
- 2019: The Writer – Rolle: Regisseur – Regie: Friederike Heller
- 2019: Don Quijote – Regie: Tuschy//Suske
- 2020: Weltmeister  – Regie: Nina Gühlstorff
- 2020: Don Karlos – Rolle: Marquis Posa – Regie: Laura Linnenbaum
- 2021: Öl der Erde – Regie: Armin Petras
- 2022: Volksfeind – Regie: Stephan Kimmig

## Regie

### Tuschy//Suske
- 2013: Cocaine – Theater Bonn / Südpol Luzern / Schauspielhaus Wien[12]
- 2016 / 2020: Der Spieler[13][14] – Theater Bonn – Schauspiel Hannover
- 2017 / 2019: Don Quijote[15][16] – Theater Bonn – Schauspiel Hannover
- 2020: Frankenstein -Theater Bielefeld